# Lista județelor și a plășilor din România interbelică

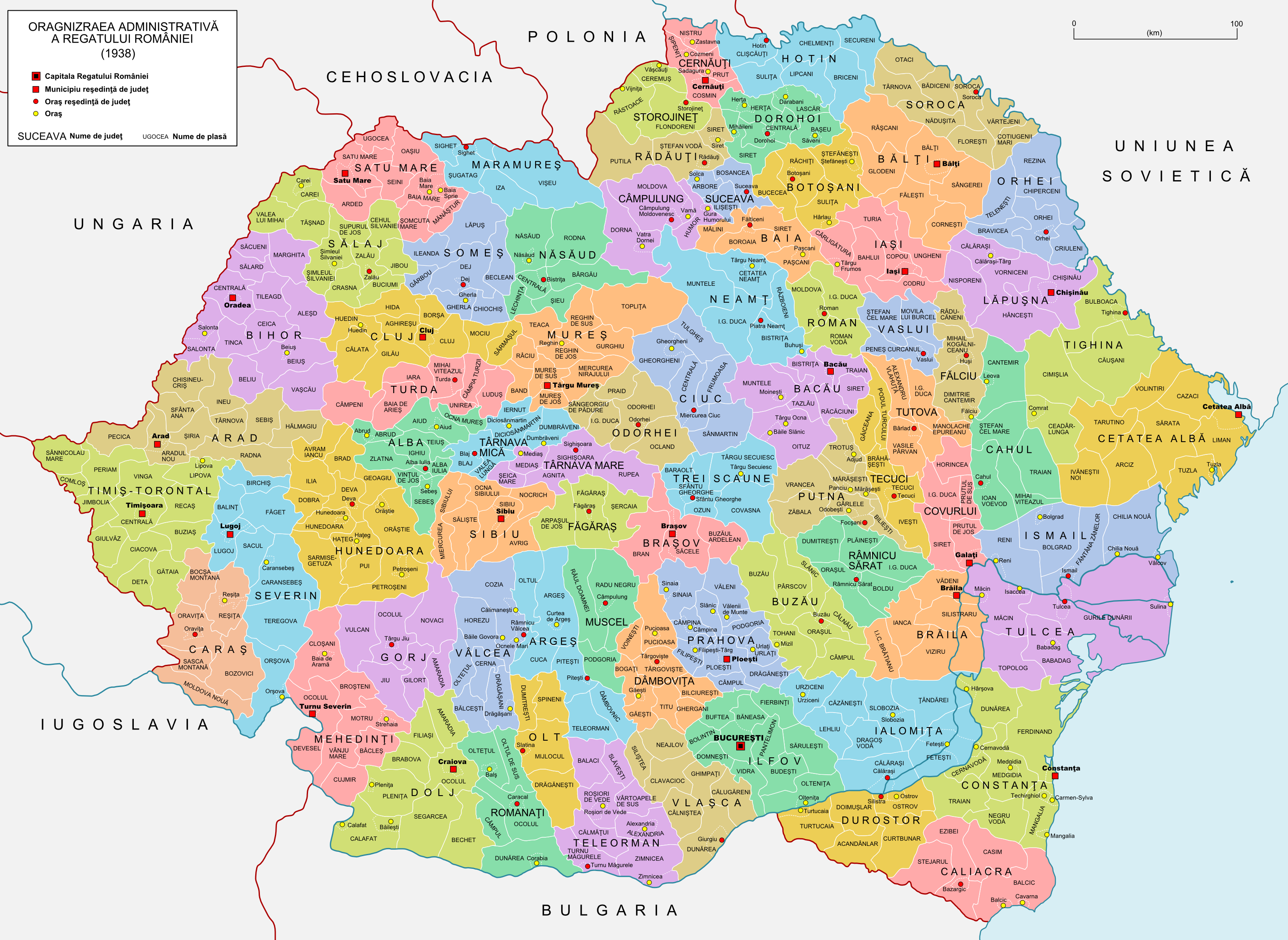
România Mare în 1938.

România Mare în 1940.

România Mare în mai 1942.

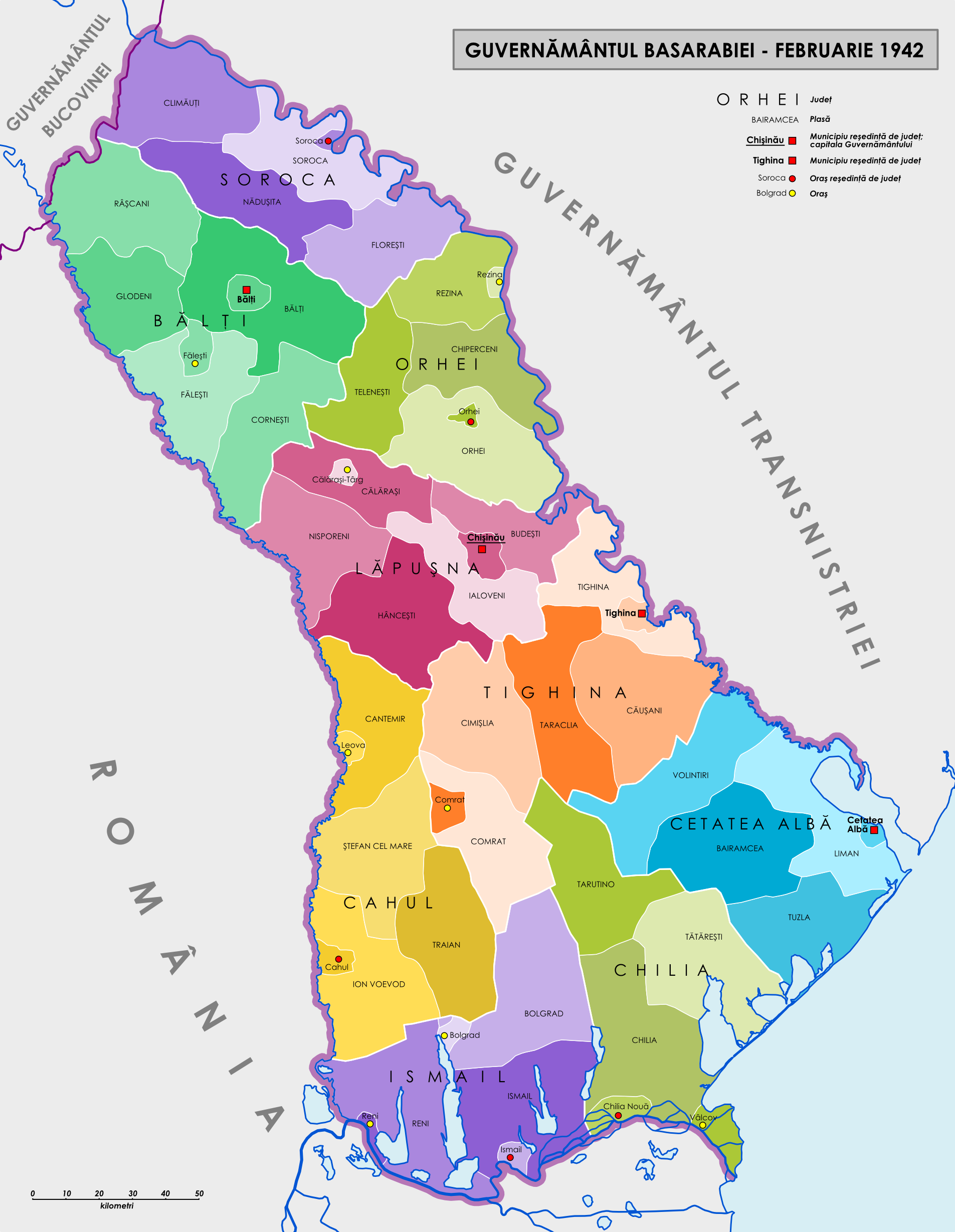
Guvernământul Basarabiei

Transnistria între 1941 și 1944.

România interbelică, cunoscută și sub numele de România Mare, a fost organizată administrativ în județe, ca subdiviziuni administrative naționale de prim ordin, plăși, ca subdiviziuni administrative naționale de ordin secundar, municipii, orașe comune, sate și cătune, ca subdiviziuni naționale de ordin terțiar.
Prezenta pagină este o listă de județele, reședințe de județ și plăși ale României interbelice.

### A (trei)
01. Județul Alba, reședință orașul Alba Iulia, actualmente în România,
- în 1925 avea șapte plăși: Abrud (reședință Abrud), Aiud (reședință Aiud), Ighiu (reședință Ighiu), Ocna Mureș (reședință Ocna Mureș), Sebeș (reședință Sebeș), Teiuș (reședință Sebeș) și Vințu de Jos (reședință Sebeș), iar
- în 1938, avea nouă plăși, cele șapte anterioare, plășile Abrud, Aiud, Ighiu, Ocna Mures, Sebeș, Teiuș, Vințu de Jos, la care s-au adăugat ulterior plășile Alba Iulia (reședință, Alba Iulia) și Zlatna (reședință, Zlatna).

02. Județul Arad, reședință orașul Arad, actualmente în România,
- în 1925, avea 10 plăși, Arad (sediu Arad), Aradul-Nou (sediu Aradul Nou), Chișineu-Criș (sediu Chișineu-Criș), Hălmagiu (sediu Hălmagiu), Ineu (sediu Ineu), Pecica (sediu Pecica), Radna (sediu Radna), Sebiș (sediu Sebiș), Sfânta Ana (sediu Sântana), și Șiria (sediu Șiria), iar
- în 1938, avea 11 plăși, cele zece inițiale, Arad, Aradul Nou, Chișineu-Criș, Hălmagiu, Ineu, Pecica, Radna, Sebiș, Sfânta Ana și Șiria, la care s-a adăugat plasa Târnova (rezultată din scindarea plășii Ineu.

03. Județul Argeș, reședință orașul Pitești, actualmente în România,
- în 1925, avea cinci plăși, Argeș (sediu Curtea de Argeș), Dâmbovnic (sediu Rociu), Oltul (reședință de plasă era Jiblea Veche, care se găsește astăzi în județul Vâlcea), Teleorman (sediu Costești), și Uda (sediu era Uda), iar
- în 1938, avea șase plăși, cele cinci anterioare, Argeș, Dâmbovnic, Oltul, Teleorman și Uda, la care s-a adăugat ulterior plasa Cuca (rezultată prin scindarea plășii Oltul, sediu în Cuca).

### B (opt)
04. Județul Bacău, reședință orașul Bacău, actualmente în România,
- în 1925 avea cinci plăși, Bistrița (reședința era la Bistrița), Muntele (reședința era la Moinești), Oituz (reședința era la Târgu Ocna), Siret (reședința era la Parincea) și Tazlău  (reședința era localitatea numită atunci Valea Rea, redenumită ulterior Livezi), iar
- în 1938 avea șapte plăși, cele cinci anterioare Bistrița, Muntele, Oituz, Siret și Tazlău, la care s-au adăugat Răcăciuni (reședința era la Răcăciuni) și Traian (reședința era la Bacău), organizate ulterior anului 1918. Plasa Traian se va desființa la 21 septembrie 1940.

05. Județul Baia, reședință orașul Fălticeni, actualmente în România,
- în 1925 avea trei plăși, Moldova (sediu la Fălticeni), Pașcani (sediu la Pașcani) și Siret (sediu la Lespezi), iar
- în 1938 avea patru plăși, Boroaia, cu sediul la Boroaia și Mălini, cu sediul la Mălini, (rezultate din scindarea plășii Moldova), respectiv plășile Pașcani (sediu la Pașcani) și Siret (sediu la Lespezi) neschimbate.

06. Județul Bălți avea ca reședință orașul Bălți. Teritoriul județului se găsește astăzi integral în Republica Moldova, cele șase plăși din 1938 fiind aproximativ similare cu patru raioane de azi, Fălești, Glodeni, Rîșcani și Sîngerei.
- în 1925 avea trei plăși, plășile Fălești (reședința era la Fălești, azi în raionul omonim, Fălești), Râșcani (reședința era la Râșcani, azi în raionul omonim, Rîșcani) și Slobozia-Bălți (reședința era la Slobozia-Bălți, azi cartier în orașul Bălți), iar
- în 1938 avea șase plăși, două din plășile anterioare Fălești și Râșcani, la care s-au adăugat ulterior plășile Bălți (reședință orașul Bălți), Cornești (reședință orașul Cornești), Glodeni (reședință orașul Glodeni) și Sângerei (reședință orașul Sângerei), rezultate prin reorganizarea plășii Slobozia-Bălți, dar și a celorlalte două.

07. Județul Bihor, sediu orașul Oradea, actualmente în România,
- în 1925 avea douăsprezece plăși, plășile Aleșd (reședință Aleșd), Beiuș (sediu Beiuș), Beliu (reședință Beliu, azi în județul Arad), Ceica (reședință Ceica), Centrală (reședință Oradea), Marghita (reședință Marghita), Săcuieni (reședință Săcueni), Salonta (sediu Salonta), Sălard (reședință Sălard), Teiuș (reședință Teiuș), Tileagd (reședință Tileagd), și Vașcău (reședință Vașcău), iar
- în 1938 avea aceleași 12 plăși, Aleșd, Beiuș, Beliu, Ceica, Centrală, Marghita, Săcuieni, Salonta, Sălard, Teiuș, Tileagd și Vașcău.

08. Județul Botoșani, sediu orașul Botoșani, 251 de sate, actualmente în România,
- în 1925 avea trei plăși Botoșani (cu orașele Botoșani și Hârlau), Jijia (cu orașul Ștefănești) și Siret (reședința la Siret).
- în 1938 avea patru plăși (rezultate prin reorganizarea totală a teritoriului județului), Bucecea (52 de sate, reședința ), Răchiți (73 de sate, reședința Botoșani), Sulița (49 de sate, reședința Hârlău) și Ștefănești  (77 de sate, reședința Ștefănești).

09. Județul Brăila, sediu orașul Brăila, avea 132 de sate, actualmente în România,
- în 1918 avea în componența sa plășile Călmățui, Ianca (reședință Ianca), Silistraru (reședința era la Silistraru) și Viziru (reședință Viziru), dar
- în 1938 avea în componența sa plășile I.I.C. Brătianu (29 de sate, reședința era la Făurei), Ianca (26 de sate, reședința era la Ianca), Silistraru (17 sate, reședința era la Silistraru), Viziru (32 de sate, reședința era la Viziru) și Vădeni (28 de sate, reședința era în orașul Vădeni) întrucât plasa Călmățui fusese ulterior scindată în plasele I.I.C. Bătianu și Vădeni.

10.  Județul Brașov, sediu orașul Brașov, actualmente în România,
- în 1938 avea în componența sa plășile următoare, Bran, Brașov, Buzăul Ardelean și  Săcele.

11.  Județul Buzău, sediu orașul Buzău, actualmente în România,
- în 1918 avea în componența sa plășile următoare Buzău, Câmpul, Slănic și Tohani, dar
- în 1938 avea în componența sa 7 plăși, cele 4 anterioare (Buzău, Câmpul, Slănic și Tohani) și următoare 3 plăși, create ulterior Câlnău, Pârscov, Orașul (creată în jurul orașului Buzău).

### C (zece)
12.  Județul Cahul, reședință la Cahul,
- în 1938 avea în componența sa plășile următoare, Cantemir, Ioan Voevod, Mihai Viteazul, Ștefan cel Mare și Traian.

13.  Județul Caliacra, reședință la Bazargic,  alte localități urbane erau Balcic și Cavarna.
- În 1913 și 1917, în componența județului intrau trei plăși, Balcic, Casim și Ezibei, iar
- În 1938 la cele trei plâși anterioare, Balcic, Casim și Ezibei s-a adăugat o a patra, Stejarul.

14. Județul Caraș, reședință la Reșița, actualmente în România,
- În 1938 existau șase plăși Bocșa Montana, Bozovici, Moldova Noua, Oravița, Reșița și Sasca Montană.

15.  Județul Câmpulung, reședință la Câmpulung Moldovenesc, alte localități urbane erau Vamă, Gura Humorului și Câmpulung Moldovenesc, actualmente în România,
- În 1938 județul se compunea din trei plăși, Plasa Dorna (reședința era la Vatra Dornei), Humor (reședința era la Gura Humorului) și Moldova (reședința era la Câmpulung Moldovenesc).

16.  Județul Cernăuți, reședință, orașul Cernăuți,
- În 1938 județul se compunea din patru plăși, Cosmin (sediu Cernăuți), Nistru (sediu Zastava), Prut (sediu Sadagura) și Șipeniț (sediu Cozmeni).

17.  Județul Cetatea-Alba, reședință la Cetatea Albă,
- în 1925, avea în componența sa plășile următoare, Cazaci, Tarutino, Tașlâc, Tatar-Bunar, Tuzla și Volintiri.
- în 1938, avea în componența sa plășile următoare, Arciz, Cazaci, Ivăneștii Noi, Liman, Sărata, Tarutino, Tuzla și Volintiri.

18.  Județul Ciuc, reședință la Miercurea Ciuc, actualmente în România,
- în 1938, avea în componența sa plășile următoare, Centrală (sediu la Miercurea Ciuc), Frumoasa, Gheorghieni, (cu sediul la Gheorghieni), Sânmartin și Tulgheș.

19. Județul Cluj, reședință la Cluj, orașe Cluj și Huedin, actualmente în România,
- în 1925, avea în componența sa plășile următoare, Borșa, Cluj,  Gilău,  Hida,  Huedin,  Mociu,  Sărmașul, iar
- în 1938, avea în componența sa plășile anterioare (șapte), la care s-au adăugat alte două, Aghireșu și Călata.

20. Județul Constanța, reședință la Constanța, localități urbane erau Constanța, Carmen Sylva, Cernavodă, Mangalia și Medgidia, actualmente în România,
- în 1925, avea în componența sa următoarele patru plăși, Dunărea, Mangalia, Ovidiu și Traian, iar
- în 1938, avea în componența sa plășile anterioare, la care se adăugaseră următoarele cinci plăși, Cernavodă, Ferdinand, Medgidia, Negru Vodă și Traian, nouă în total.

21. Județul Covurlui, reședință la Galați, actualmente în România,
- în 1938, avea în componența sa următoarele cinci plăși, Horincea, I.G. Duca, Prutul de Jos, Prutul de Sus, Siret.

### D (patru)
22. Județul Dâmbovița, reședință la Târgoviște, actualmente în România,
- În 1925, existau șase plăși, Finta (sediu la Finta Mare), Găești (sediu la Găești), Pucioasa (sediu la Pucioasa), Târgoviște (sediu la Târgoviște), Titu (sediu la Titu),, Voinești (sediu la Voinești).
- în 1938, județul Dâmbovița avea în componența sa opt plăși, dintre care cinci erau anterioare (una anterioară desființată, Finta) și alte trei înființate ulterior, Bilciurești (sediu la Bilciurești), Bogați (sediu la Bogați) și Ghergani (sediu la Ghergani).

23. Județul Dolj, reședință la Craiova, actualmente în România,
- În 1925, existau șase plăși, Amaradia, Bârca, Calafat, Gangiova, Ocolul și Plenița.
- în 1938, județul Dolj avea în componența sa opt plăși (șase anterioare, două desființate, și alte patru create), după cum  urmează, Amaradia, Bechet, Brabova, Calafat, Filiași, Ocolul, Plenița și Segarcea.

24. Județul Dorohoi, reședință la Dorohoi
- În 1918, existau trei plăși, Bașeu (reședința sa fusese actualul oraș Săveni), Herța (cu reședința la Dărăbani) și Siret (cu reședința la Mihaileni)
- în 1938, județul Dorohoi avea în componența sa cinci plăși; la cele trei anterioare,  Bașeu (reședință, Săveni), Herța (reședință, Herța) și Siret (reședință, Mihaileni), s-au adăugat plășile Centrală (reședință, Dorohoi) și Lascăr (reședință, Dărăbani), rezultate din reorganizarea teritorială a celor trei plăși inițiale ale județului.

25. Județul Durostor, reședință la Silistra, actualmente în Bulgaria,
- în 1913 și 1918 existau patru plăși Acandânlar, Curtbunar, Silistra și Turtucaia, iar
- în 1938 existau cinci plăși, trei anterioare, Acandânlar, Curtbunar și Turtucaia, și alte două Doimușlar și Ostrov (formată din reorganizarea plășii Silistra, desființată)

### F (două)
26. Județul Făgăraș, reședință la Făgăraș, actualmente în România,
- în 1918 existau trei plăși, Arpașul de Jos (cu reședința la Arpașul de Jos, azi în județul Sibiu), Făgăraș (cu reședința la Făgăraș) și Șercaia (cu reședința la Șercaia, azi în județul Brașov).
- în 1938 nu se produsese nici o schimbare, existau aceleași cele trei plăși anterioare, Arpașul de Jos, Făgăraș și Șercaia.

27. Județul Fălciu, reședință la Huși, actualmente în România,
- În 1925, existatu două plăși, Dimitrie Cantemir (cu reședința la Fălciu, azi în județul Vaslui)) și Mihail Kogălniceanu (cu reședința la Huși)
- În 1938, existau trei plăși, cele două anterior existente, Dimitrie Cantemir și Mihail Kogălniceanu, care a fost ulterior divizată în două, una cu numele anterior, și o a doua (în nordul județului), Răducăneni (cu reședința la Răducăneni, azi în județul Iași).

### G (unul)
28. Județul Gorj, reședință la Târgu Jiu, actualmente în România,
- În 1925, existatu patru plăși, Gilort, Jiu, Novaci și Vulcan.
- În 1938, existau șase plăși, cele patru anterior existente, Gilort, Jiu, Novaci și Vulcan, la care s-au adăugat Amaradia și Ocolul (în jurul și la nordul orașului de reședință, Târgu Jiu), rezultate prin reorganizarea teritoriului județului.

### H (două)
29. Județul Hotin, reședință la Hotin,
- În 1925, existau patru plăși, Briceni (cu reședința în Briceni, azi oraș și reședința raionului Briceni din Republica Moldova), Hotin, (cu reședința în Hotin, azi în Ucraina), Lipcani (cu reședința în orașul omonim de azi, Lipcani, din raionul Briceni din Republica Moldova) și Secureni (cu reședința în orașul omonim, Secureni, azi în regiunea Cernăuți (Ucraina).
- În 1938, existau șase plăși, trei din cele patru anterior existente, Briceni, Lipcani și Secureni, la care s-au adăugat alte trei plăși, Clișcăuți (cu reședința în Clișcăuți, azi Clișcăuți din Ucraina), Chelmenți (cu reședința în Chelmenți, azi în Ucraina) și Sulița (cu reședința în Sulița, azi Noua Suliță din Ucraina), toate trei realizate prin reorganizarea întregului teritoriu al județului.

30. Județul Hunedoara, reședință la Deva,
- În 1925, existau zece plăși, Avram Iancu (reședința la Avram Iancu), Brad (reședința la Brad), Deva (reședința la Deva), Geoagiu (reședința la Geoagiu), Hațeg (reședința la Hațeg), Hunedoara (reședința la Hunedoara), Ilia (reședința la Ilia), Orăștie (reședința la Orăștie), Petroșeni (reședința la Petroșeni) și Pui (reședința la Pui).
- În 1938, existau douăsprezece plăși, cele zece anterior existente, la care s-au adăugat (prin reorganizarea teritoriului județului) încă două plăși, Dobra (reședința la Dobra) și Sarmisegetuza (reședința la Sarmizegetusa).

### I (patru)
31. Județul Ialomița, reședință la Călărași,
- În 1930, existau cinci plăși, Călărași (reședința la Călărași), Lehliu (reședința la Lehliu), Slobozia (reședința la Slobozia), Țăndărei (reședința la Țăndărei) și Urziceni (reședința la Urziceni).

- În 1938, existau opt plăși, la cele cinci anterioare, Călărași, Lehliu, Slobozia, Țăndărei și Urziceni, adăugându-se alte trei, Căzănești (cu reședința la Căzănești, Ialomița), Dragoș Vodă (cu reședința la Dragoș Vodă, astăzi în județul Călărași) și Fetești (cu reședința la reședința la Fetești), toate trei rezultate din reorganizarea teritoriului.

32. Județul Iași, reședință la Iași,
- În 1925, conform deciziei ministeriale nr. 87.615 din 9 octombrie 1925, relativă la Legea pentru unificare administrativă din 14 iunie 1925, privind împărțirea județelor în plăși, existau cinci plăși, Bahlui (reședința la Podu Iloaiei), Cârligătura (reședința la Târgu Frumos, pe atunci comună urbană), Codru (reședința la Buciumii, pe atunci comună urbană, actualmente inclusă în municipiul Iași ), Copou (reședința la Ungheni-Târg, actualmente orașul Ungheni din Republica Moldova) și Turia (reședința la Șipotele, astăzi comuna Șipote, județul Iași).

- În 1930, existau doar trei (din cele cinci) plăși ale anului 1925, și anume, plășile Bahlui-Cârligătura (rezultată din fuzionarea a două plăși anterioare, Bahlui și Cârligătura, reședința la Târgu Frumos), Codru (aproape neschimbată, reședința la Buciumii, pe atunci comună urbană, actualmente inclusă în municipiul Iași) și Turia (reședința la Șipotele, astăzi comuna Șipote, județul Iași).  Ambele plăși restructurate, Codru și Turia, aveau incluse părți ale fostei plase Copou (existentă între anii 1925 și 1930).

- În 1938, existau șase plăși, la cele cinci anterioare, ale anului 1925, Bahlui, Cârligătura, Codru, Copou și Turia, la care se adăugase (înainte de 1938) Ungheni, cu reședința la Ungheni-Târg, actualmente orașul Ungheni din Republica Moldova.

33. Județul Ilfov, reședință la București  (7) - plășile Băneasa, Bolintin, Budesti, Fierbinti, Oltenita, Sărulești, Vidra -
34. Județul Ismail, reședință la Ismail (4) - plășile Bolgrad, Chilia Nouă, Fântâna Zânelor, Reni.

### L (unul)
35. Județul Lăpușna, reședință la Chișinău - (Călărași-Târg) - plășile Călărași, Chișinău, Hâncești, Nisporeni -

### M (patru)
36. Județul Maramureș, reședință la Sighetul Marmației - plășile Iza, Sighet (Sighetul Marmației), Vișeu -
37. Județul Mehedinți, reședință la Turnu Severin
* În 1925, județul avusese patru plăși, Câmpul, Cloșani (sediu la Baia de Aramă), Motru (cu sediul la Strehaia) și Ocolul;
* În 1938, județul avusese opt plăși, trei din cele patru anterioare, Cloșani, Motru și Ocolul la care s-au adăugat plășile Bâcleș, Broșteni, Cujmir, Devesel, Vânju Mare.
38. Județul Mureș, reședință la Târgu Mureș -  (7)  plășile Band, Miercurea Nirajului, Mureș (Târgu Mureș), Raciu, Reghin (Reghin), Teaca, Toplița -
39.  Județul Muscel, reședință la Câmpulung Muscel, (2) - plășile Podgoria, Radu Negru -

### N (două)
40.  Județul Năsăud, reședință la Bistrița - plășile Bârgău (Bistrița), Năsăud (Năsăud), Rodna, Sieu -
41.  Județul Neamț, reședință la Piatra Neamț - (4) -- plășile Bistrița (Piatra Neamț), De Mijloc, Muntele, Neamț (Târgu Neamț) -

### O (trei)
42.  Județul Odorhei, reședință la Odorheiu Secuiesc - (4) - plășile Cristur, Ocland, Odorhei (Odorhei), Praid
43.  Județul Orhei, reședință la Orhei
- 1925 – plășile Bravicea, Ciocâlteni, Mășcăuți, Orhei (Orhei), Rezina,
- 1938 – plășile Bravicea, Chiperceni, Criuleni, Orhei (Orhei), Rezina, Telenești

44.  Județul Olt, reședință la Slatina - (3) - plășile Drăgănești, Dumitrești, Spineni

### P (două)
46.  Județul Prahova, reședință la Ploești (7) - plășile Câmpina, Drăgănești, Filipești, Ploești, Sinaia, Urlați, Văleni -
47.  Județul Putna, reședință la Focșani - (3) - plășile Mărășești, Trotuș, Vrancea, Caregna -

### R (patru)
48.  Județul Rădăuți, reședință la Rădăuți - (3) - Rădăuți - plășile Putila, Ștefan Vodă (Rădăuți), Siret (Siret) -
49.  Județul Râmnicu-Sărat, reședință la Râmnicu Sărat - (5) - plășile Boldu, Dumitrești, I. G. Duca, Orașul, Plăinești (în 1938) -
50.  Județul Roman, reședință la Roman (2) Roman -- plășile Miron Costin, Roman Vodă -
51.  Județul Romanați, reședință la Caracal (3) - plășile Dunărea, Ocolu, Oltul de Sus, Oltețu, Câmpu -

### S (opt)
52.  Județul Satu Mare, reședință la Satu Mare (8) - plășile Arded, Baia Mare, Mănăștur, Oasiu, Seini, Șomcuta Mare, Ugocea -
53.  Județul Sălaj, reședință la Zalău (8) - - plășile Carei, Cehu Silvaniei,  Crasna, Jibou, Șimleul Silvaniei, Tășnad, Valea lui Mihai, Zalău -
54. Județul  Severin, reședință la Lugoj, alte orașe erau Caransebeș și Orșova, respectiv
* În 1925, județul avusese șase plăși, Birchiș, Caransebeș, Făget, Lugoj, Orșova și Teregova;
* În 1938, județul avusese opt plăși, cele șase anterioare, Birchiș, Caransebeș, Făget, Lugoj, Orșova și Teregova, la care se adăugaseră ulterior alte două, Balinț și Sacul.
55.  Județul Sibiu, reședință la Sibiu (4) - Sibiu - plășile Mercurea Sibiului, Ocna Sibiului, Săliște, Sibiu -
56.  Județul Someș, reședință la Dej (6) - Beclean, Plasa Dej, Gârbou, Gherla (Gherla), Ileanda, Plasa Lăpuș-
56. Județul Soroca, reședință orașul Soroca, 
- în 1925, avea 4 plăși, plășile Bădiceni, Climăuți, Cotiugenii Mari și Florești.
- în 1938, avea 8 plăși, Bădiceni, Florești, Cotiugenii Mari, Nădușita, Otaci, Soroca, Târnova și Vârtejeni.
- între 1941 și 1944, cele 8 plăși anterioare au fost comasate devenind doar 4 plăși , Climăuți, Florești, Nădușita și Soroca.

57.  Județul Storojineț, reședință la Storojineț  (3) - Storojineț - plășile Ceremuș (Văscăuți), Flondoreni (Storojineț), Răstoace (Vijnița) -
58.  Județul Suceava, reședință la Suceava   (3) - plășile Arbore (Salca), Dragomirna (Suceava), Ilișești -

### T (zece)
59.  Județul Târnava-Mare, reședință la Sighișoara, actualmente în România, teritoriul său a fost încorporat în județele de astăzi Brașov, Mureș și Sibiu,  
- în 1930 județul avea patru plăși, Agnita, Mediaș, Rupea și Sighișoara, iar
- în 1938 județul avea cinci plăși, cele patru anterioare Agnita, Mediaș, Rupea și Sighișoara, la care s-a adăugat o a cincea, Șeica Mare.

60. Județul Târnava-Mică, cu reședința la Diciosânmartin. Teritoriul său a fost încorporat în județele de astăzi Alba, Mureș și Sibiu.
- în 1930 județul avea patru plăși: Plasa Blaj, Plasa Diciosânmartin, Plasa Dumbrăveni și Plasa Iernut.
- în 1938 județul avea cinci plăși, cele patru anterioare, Blaj, Diciosânmartin, Dumbrăveni și Iernut, la care s-a adăugat ulterior plasa Valea Lungă, creată ulterior prin reorganizarea teritoriului județului.

61.  Județul Tecuci, reședință la Tecuci, astăzi în România, teritoriul său este inclus în trei județe actuale, Bacău, Galați și Vrancea,
- în 1930 județul avusese trei plăși, Homocea, Ivești și Podul Turcului, iar
- în 1938 județul avusese cinci plăși, două anterioare, Ivești și Podul Turcului, la care s-au adăugat alte trei plăși, Brăhășești, Găiceana și Tecuci, toate trei rezultate prin reorganizarea întregului teritoriu al județului.

62.  Județul Teleorman, reședință la Turnu Măgurele (5) - plășile Alexandria, Balaci, Roșiori de Vede, Turnu Magurele, Zimnicea -
63.  Județul Tighina, reședință la Tighina (4) - Tighina (Comrat) - plășile Bulboaca, Căușani, Ceadâr-Lunga, Cimișlia -
64.  Județul Timiș-Torontal, reședință la Timișoara (10) - Timișoara () - plășile Buziaș, Centrala, Ciacova, Deta, Jimbolia, Lipova, Periam, Recaș, Sânnicolau Mare, Vinga -
65.  Județul Trei-Scaune, reședință la Sfântu Gheorghe, un alt oraș Târgu Secuiesc, actualmente în România,
- în 1930 avea patru plăși, Baraolt (reședință Baraolt), Covasna (reședință Covasna), Sfântu Gheorghe  (reședință Sfântu Gheorghe), Târgu Secuiesc (reședință Târgu Secuiesc).
- în 1938 avea cinci plăși, cele patru anterioare, Baraolt, Covasna, Sfântu Gheorghe, Târgu Secuiesc, la care s-a adăugat plasa Ozun (reședință Ozun), rezultată din scindarea plasei anterioare Sfântu Gheorghe.

66.  Județul Tulcea, reședință la Tulcea, actualmente în România,
- în 1925 avea patru plăși, Babadag (reședință Babadag), Gurile Dunării (reședință Sulina), Măcin (reședință Măcin) și Topolog (reședință Topolog), iar
- în 1938 avea aceleași patru plăși, Babadag, Gurile Dunării, Măcin și Topolog, fără nicio schimbare.

67.  Județul Turda, reședință la Turda, desființată în 1950, teritoriul său încorporat în alte județe, actualmente în România,
- în 1925 avea șase plăși, Baia de Arieș (reședință Baia de Arieș), Câmpeni (reședință Câmpeni), Câmpia Turzii (reședință Câmpia Turzii), Iara, (reședință Iara, azi în județul Cluj), Luduș (reședință Luduș, azi în județul Mureș) și Mihai Viteazul.
- în 1938 avea șapte plăși, cele șase anterioare, Baia de Arieș, Câmpeni, Câmpia Turzii, Iara, Luduș și Mihai Viteazul, la care s-a adugat ulterior plasa Unirea, constituită prin reorganizarea teritorială a celor trei plăși din vestul județului, Mihai Viteazul, Câmpia Turzii și Luduș.

68.  Județul Tutova, reședință la Bârlad, azi în România, teritoriul său este încorporat în județele Bacău, Vaslui și Galați,
- în 1925 avea trei plăși, Alexandru Vlahuță, Manolache Epureanu și Vasile Pârvan, iar
- în 1938 avea patru plăși, cele trei anterioare, Alexandru Vlahuță, Manolache Epureanu și Vasile Pârvan, la care s-a adăugat o a patra, I.G. Duca, creată după 1930 prin reorganizarea teritoriului județului.

### V (trei)
69.  Județul Vaslui, reședință la Vaslui, actualmente în România, teritoriul său a fost încorporat în județele de astăzi Bacău, Iași și Vaslui. 
- în 1930 județul avea două plăși, Movila lui Burcel și Ștefan cel Mare, iar
- în 1938 județul avea trei plăși, cele două anterioare, Movila lui Burcel și Ștefan cel Mare, la care s-a adăugat ulterior o a treia Peneș Curcanul, rezultată prin reorganizarea sudului județului, care coincidea cu sudul ambelor plăși originare.

70.  Județul Vâlcea, reședință la Râmnicu Vâlcea, actualmente în România, teritoriul său a fost încorporat în județele de astăzi Gorj, Olt și Vâlcea.
- în 1930 județul avea cinci plăși, Cerna, Cozia, Drăgășani, Horezu și Zătreni.
- în 1938 județul avea șase plăși, patru din cele cinci anterioare, Cerna, Cozia, Drăgășani și Horezu, la care s-au adăugat alte două, Bălcești și Oltețul, rezultate prin reorganizarea sud-vestului județului.

71.  Județul Vlașca, reședință la Giurgiu, actualmente România, teritoriul său a fost încorporat în județele de astăzi Giurgiu și Teleorman,
- în 1930 județul avea cinci plăși, Călugăreni (reședință, Călugăreni), Câlniștea, Dunărea, Glavacioc,  și Neajlov.
- în 1938 județul avea  șapte plăși, cele cinci anterioare, Călugăreni, Câlniștea, Dunărea, Glavacioc, și Neajlov, la care s-au adăugat ulterior alte două, Ghimpați și Siliștea, ambele rezultate prin reorganizarea parțială a teritoriului județului.

## A se vedea și articolele
- Județele interbelice ale Regatului României